# Toshihiro Horikawa
Toshihiro Horikawa (堀河 俊大 Horikawa Toshihiro?), född 28 maj 1989 i Kagawa prefektur, är en japansk fotbollsspelare.
Horikawa började sin karriär 2012 i Kamatamare Sanuki. Efter Kamatamare Sanuki spelade han för Suzuka Unlimited FC och Hokkaido Tokachi Sky Earth.